# L'avi de 100 anys que es va escapar per la finestra
|  | Per a la pel·lícula basada en el llibre de Jonas Jonasson, vegeu l'article L’avi de 100 anys que es va escapar per la finestra (pel·lícula) |

Hundraåringen som klev ut genom fönstret och försvann és una novel·la de l'autor suec Jonas Jonasson publicada l'any 2009. En català es va publicar a l'editorial La Campana l'any 2012 sota el títol L'avi de 100 anys que es va escapar per la finestra.

## Argument
Allan Karlsson és un ciutadà suec que es troba a la vigília del seu centè aniversari. Vivint en una residència de la tercera edat, i mentre els seus veïns li estaven preparant una festa per celebrar aquesta fita, Karlsson decideix saltar per la finestra de la seva habitació i fugir de la residència; és el 2 de maig del 2005. A partir d'aquí, la història segueix les peripècies del protagonista mentre és perseguit per narcotraficants i policies.
A més a més de les aventures de Karlsson, al llarg de la novel·la també s'explica paral·lelament la vida anterior del protagonista: entre altres fets, Allan Karlsson comparteix taula amb el futur president dels Estats Units Harry Truman, dialoga amb Winston Churchill, viatja en vaixell amb l'esposa de Mao Zedong o travessa a peu l'Himalaya.

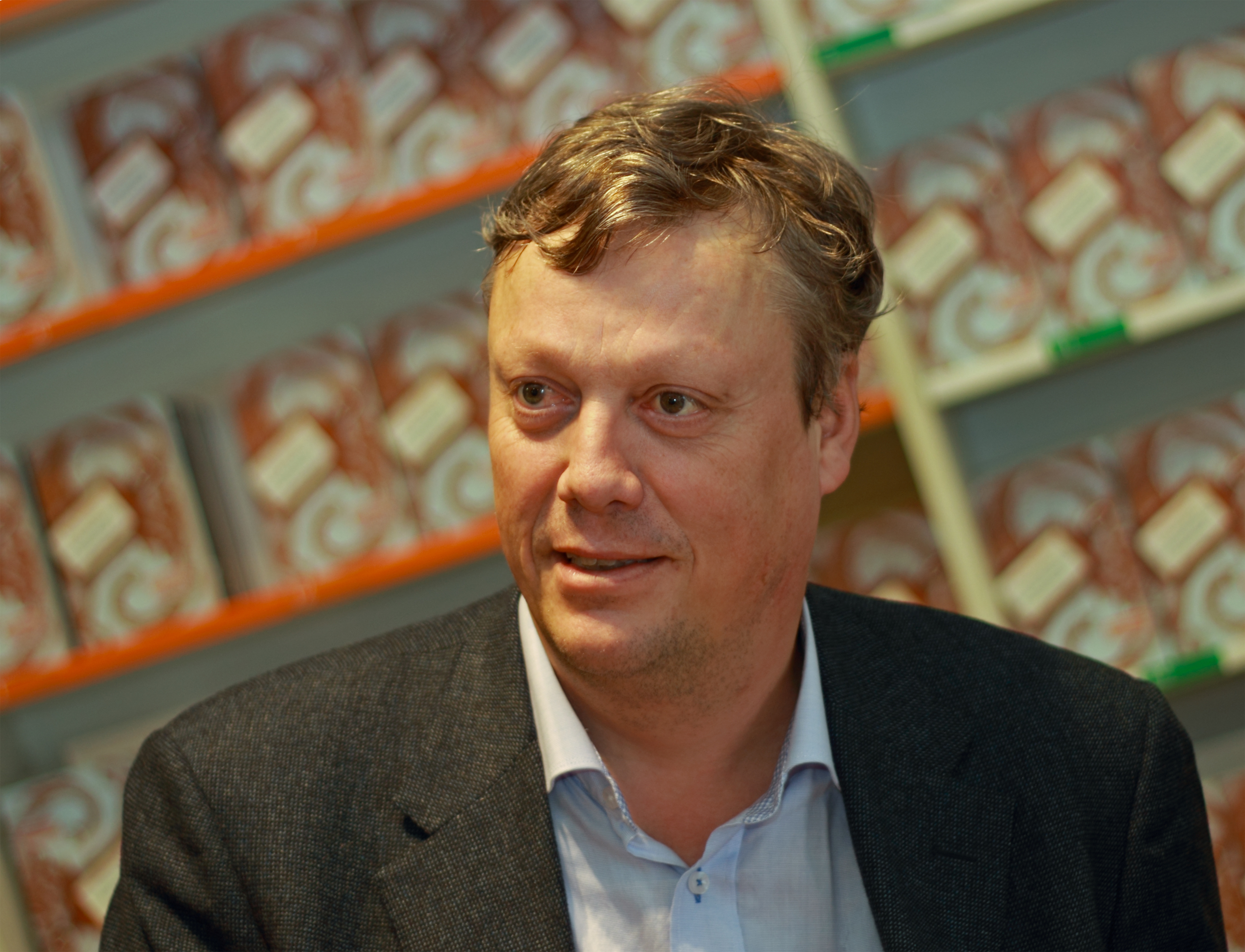
L'autor, Jonas Jonasson

## Publicació i recepció
L'avi de 100 anys que es va escapar per la finestra es va publicar a Suècia en tapa dura i en àudio el 2009, i en llibre de butxaca el 2010. Es va convertir en best-seller al país nòrdic aquell mateix any, i al juliol del 2012 ja se n'havien venut més de 3 milions a tot el món. L'àudio, llegit per Björn Granath, va guanyar el premi Iris Ljudbokspris el 2010. Va ser publicat al Regne Unit el 12 de juliol del 2012 per l'editorial Hesperus Press, i als Estats Units l'11 de setembre del mateix any, a l'editorial Hyperion Books. A Catalunya es va publicar el gener del 2012 a l'editorial La Campana, essent un èxit de vendes.

## Adaptació al cinema
El 25 de novembre del 2010 es va anunciar que Felix Herngren dirigiria una adaptació cinematogràfica del llibre. La pel·lícula seria produïda per FLX Film i començaria a rodar-se el 2012. Robert Gustafsson va ser l'encarregat d'interpretar el paper protagonista, Allan Karlsson. L'estrena es va produir a Suècia el 25 de desembre del 2013. Walt Disney Studios Motion Pictures va negociar-ne els drets de distribució. La pel·lícula va batre el rècord històric de taquilla a Suècia.